# Olzai
Olzai (sardinsky: Ortzài, Orthài) je italská obec (comune) v provincii Nuoro v regionu Sardinie. Nachází se ve výšce 474 metrů nad mořem a má 765 obyvatel. Rozloha obce je 69,82 km².